# Estonie aux Jeux européens de 2015
L' Estonie était présente aux Jeux européens de 2015, la première édition des Jeux européens, organisée à Bakou, en Azerbaïdjan.

## Médailles
| Sport                   | Discipline                               | Athlète(s)                                              | Performance | Date    |
| Médaille d'or : 0       |                                          |                                                         |             |         |
| Médaille d'argent : 1   |                                          |                                                         |             |         |
| Escrime                 | Femmes - Épée par équipe                 | Julia Beljajeva Irina Embrich Erika Kirpu Katrina Lehis |             | 26 juin |
| Médailles de bronze : 2 |                                          |                                                         |             |         |
| Lutte                   | Hommes - Gréco-romaine - Moins de 130 kg | Heiki Nabi                                              |             | 14 juin |
| Escrime                 | Femmes - Épée individuelle               | Erika Kirpu                                             |             | 23 juin |